# Агры (иль)
Агры́ (тур. Ağrı, арм. Քարբեր) — ил (провинция) на востоке Турции.

## География
Иль Агры на востоке граничит с Ираном, на севере — с илами Ыгдыр и Карс, на западе — с илами Муш и Эрзурум, на юге — с илами Ван и Битлис.
Северную часть района занимает хребет Агрыдаг (наивысшая точка — гора Кёксе, 3445 м), на северо-востоке, на границе с илом Ыгдыр — гора Арарат (5165 м).
Истоки реки Мурат (приток Евфрата).

## История
Агры была частью Урарту до его присоединения к Великой Армении. Этот район считался воротами между востоком и западом. Он неоднократно завоевывался ассирийцами, греками, римлянами, византийцами, арабами, грузинами, монголами, персами и, наконец, турками-сельджуками и османами.
С 1927 по 1930 год на территории иля существовала курдская Республика Арарат.

## Население
В начале ХХ века имел 65% армянского населения , которое было частью убито, частью депортировано, а частью отуречено в период геноцида армян.
Современное население — 537 665 жителей (2009). Большинство населения — курды.
Крупнейшие города — Каракёсе (Агры), Догубаязит.

## Административное деление
Иль Агры делится на 8 районов:
1. Агры (Ağrı)
2. Диядин (Diyadin)
3. Догубаязыт (Doğubeyazıt)
4. Элешкирт (Eleşkirt)
5. Хамур (Hamur)
6. Патнос (Patnos)
7. Ташлычай (Taşlıçay)
8. Тутак (Tutak)